# Kaman HH-43 Huskie

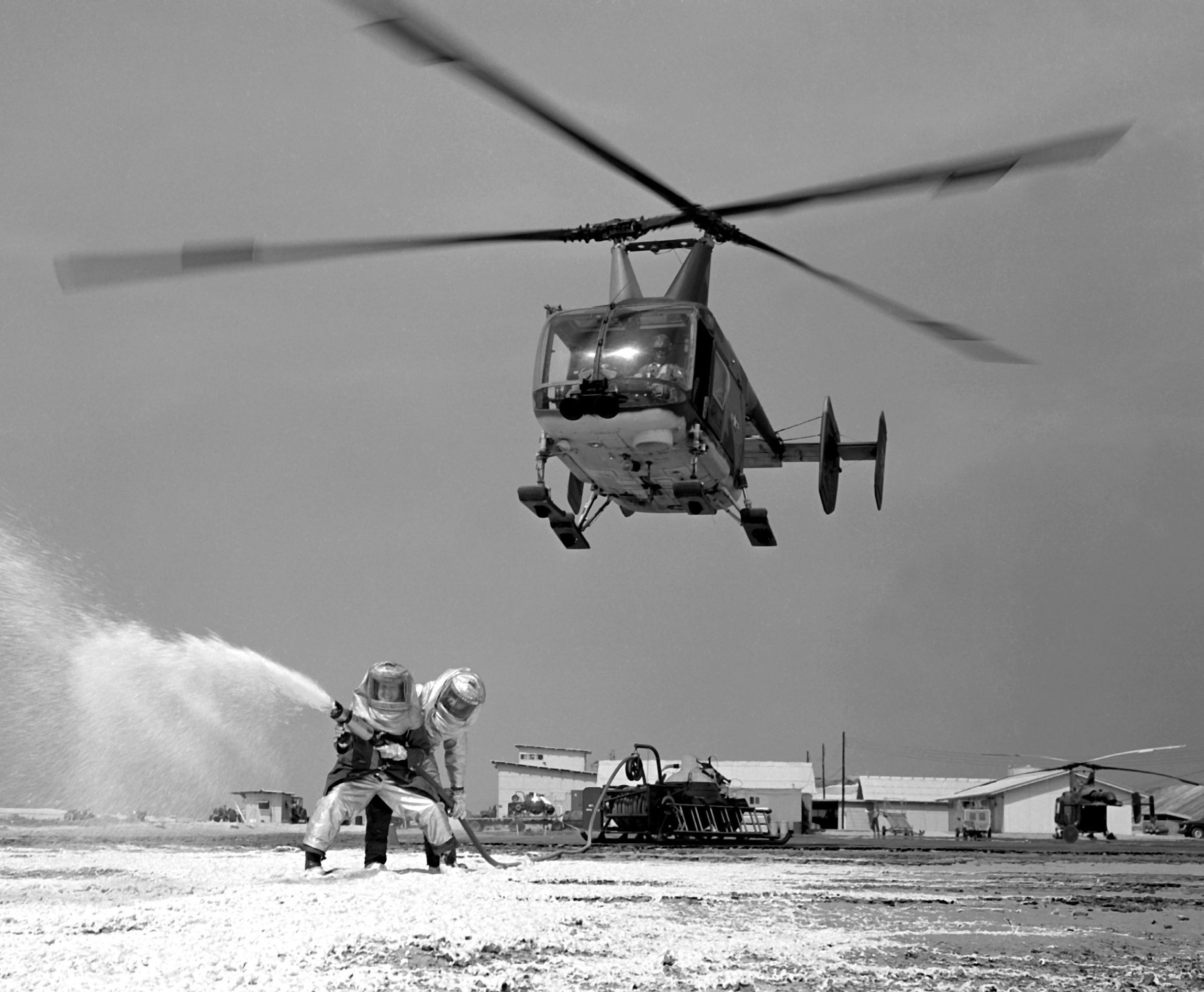
En Huskie-helikopter hjälper till vid en brand.

Kaman HH-43 Huskie var en militärhelikopter som producerades i flera varianter. Den användes av United States Air Force, United States Navy och av United States Marine Corps från 1950-talet till 1970-talet, bland annat under Vietnamkriget. Förutom USA har även Pakistan, Thailand, Marocko och Colombia köpt och använt helikoptern.  

## Varianter
XHTK-1
HTK-1
HTK-1G
HTK-1K
XHOK-1
HOK-1
HUK-1
H-43A
HH-43A
H-43BH-43A
HH-43B
UH-43C
OH-43D
TH-43E
HH-43F
QH-43G

## Köpare
Colombia
 Iran
- Imperial Iranian Air Force

 Marocko
 Pakistan
- Pakistan Air Force

 Thailand
 USA
- United States Air Force
- United States Marine Corps
- United States Navy

## Helikoptrarna idag

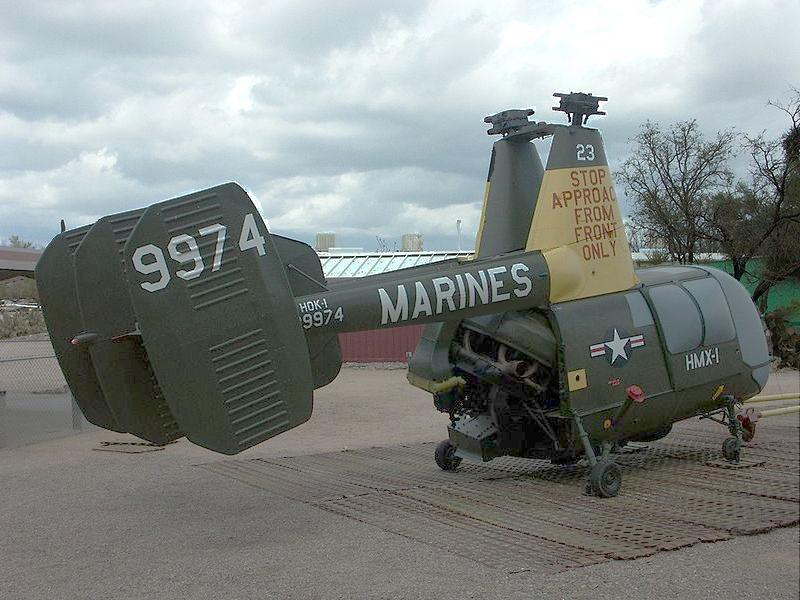
Kaman HOK-1 (OH-43D) Huskie vid Pima Air & Space Museum

- Hill Aerospace Museum, Utah har en HH-43 för visning.
- Air Mobility Command Museum, Delaware, har en HH-43 för visning.
- Helikoptermuseet i Bückeburg, Tyskland, har en HH-43 för visning.
- Pakistan Air Force museum i Karachi, Pakistan, har en HH-43 Huskie för visning.
- Museum of Aviation, Georgia, har en HH-43A för visning.
- Midland Air Museum, Coventry, England, reparerar en HH-43B.
- The Olympic Flight Museum, Olympia, Washington, har en HH-43B Huskie för visning.[1]
- Goodfellow Air Force Base, San Angelo, Texas, har en H-43B för visning.
- Royal Thai Air Force Museum, Don Muang AFB har en Huskie-helikopter för visning.
- Castle Air Museum, Atwater, Kalifornien, har en HH-43F för visning.
- National Museum of the United States Air Force, Ohio, har en HH-43F för visning.
- New England Air Museum har en HH-43F för visning.
- The Flying Leathernecks Museum, Kalifornien, har en Huskie-helikopter för visning. Den är ett lån från National Museum of Naval Aviation, Florida.
- Pima Air & Space Museum, Tucson, Arizona har helikoptern BuNo 139974. Den är också ett lån från National Museum of Naval Aviation.
- U.S. Army Aviation Museum, Alabama, har en Navy BuNo 138101. Den förvarades tidigare vid National Museum of Naval Aviation, Florida.
- Carolinas Aviation Museum, vid Charlotte-Douglas International Airport, har en HOK-1.

Dessutom finns det många Huskie-helikoptrar i privat ägo runt om i världen.